# ريماك رامزي
ريماك رامزي (بالإنجليزية: Remak Ramsay)‏ هو ممثل أمريكي، ولد في 2 فبراير 1937 ببالتيمور في الولايات المتحدة.

## وصلات خارجية
- ريماك رامزي على موقع IMDb (الإنجليزية)
- ريماك رامزي على موقع قاعدة بيانات برودواي على الإنترنت (الإنجليزية)
- ريماك رامزي على موقع قاعدة بيانات الأفلام السويدية (السويدية)
- ريماك رامزي على موقع قاعدة بيانات الفيلم (الإنجليزية)